# Divine Madness
Pour le film, voir Divine Madness (film).
Albums de Madness
It's... Madness Too
(1991) Madstock!
(1992)
Divine Madness est une compilation de Madness, sortie le 24 février 1992.
L'album s'est classé 1er au UK Albums Chart.

## Liste des titres
| No  | Titre                          | Album original     | Durée |
| --- | ------------------------------ | ------------------ | ----- |
| 1.  | The Prince                     | One Step Beyond... | 3:19  |
| 2.  | One Step Beyond                | One Step Beyond... | 2:17  |
| 3.  | My Girl                        | One Step Beyond... | 2:44  |
| 4.  | Night Boat to Cairo            | One Step Beyond... | 3:30  |
| 5.  | Baggy Trousers                 | Absolutely         | 2:45  |
| 6.  | Embarrassment                  | Absolutely         | 3:10  |
| 7.  | The Return of the Los Palmas 7 | Absolutely         | 2:01  |
| 8.  | Grey Day                       | 7                  | 3:39  |
| 9.  | Shut Up                        | 7                  | 4:05  |
| 10. | It Must Be Love                | Single             | 3:17  |
| 11. | Cardiac Arrest                 | 7                  | 2:51  |
| 12. | House of Fun                   | Single             | 2:49  |
| 13. | Driving in My Car              | Single             | 3:17  |
| 14. | Our House                      | The Rise & Fall    | 3:21  |
| 15. | Tomorrow's Just Another Day    | The Rise & Fall    | 3:10  |
| 16. | Wings of a Dove                | Single             | 3:01  |
| 17. | The Sun and the Rain           | Single             | 3:30  |
| 18. | Michael Caine                  | Keep Moving        | 3:39  |
| 19. | One Better Day                 | Keep Moving        | 4:06  |
| 20. | Yesterday's Men                | Mad Not Mad        | 4:08  |
| 21. | Uncle Sam                      | Mad Not Mad        | 3:06  |
| 22. | (Waiting For The) Ghost Train  | Utter Madness      | 3:45  |